# Căpitanul (film)
Căpitanul (în germană Der Hauptmann) este un film dramatic istoric de război din 2017 scris și regizat de Robert Schwentke. A fost proiectat în secțiunea Prezentări speciale la Festivalul Internațional de Film de la Toronto din 2017. Acesta spune povestea criminalului de război german Willi Herold⁠(d), care și-a asumat o identitate furată ca ofițer german și a orchestrat uciderea dezertorilor și a altor prizonieri într-unul din lagărele din Emsland.

## Prezentare
În aprilie 1945, în ultimele săptămâni ale războiului, Willi Herold, un tânăr Fallschirmjäger⁠(d) Luftwaffe (parașutist) scapă de urmărirea unui comandant german de poliție militară care dorește să-l omoare pentru că a dezertat. După evadare, Herold dă peste o mașină abandonată unde găsește uniforma unui căpitan (hauptmann) decorat al Luftwaffe. Herold ia uniforma și imită că este un căpitan, luând comanda unui număr de străini în timp ce se deplasează prin mediul rural german sub masca că se află într-o misiune, comandată de Hitler însuși, pentru a evalua moralul din spatele frontului. Deși inițial a promis populației locale o scădere a numărului de jafuri, Herold devine din ce în ce mai despotic pe măsură ce mai multe trupe disparate se alătură comandamentului său, numit Kampfgruppe Herold. Printre aceste trupe se numără Freytag, un pușcaș bun și în vârstă care este făcut șoferul lui Herold și Kipinski, un bețiv sadic. În cele din urmă, Kampfgruppe Herold găsește o tabără germană plină de dezertori care își așteaptă execuția și își asumă controlul asupra operațiunilor de acolo.
În timp ce se afla în lagăr, Herold ordonă executarea a zeci de prizonieri (Kipinski fiind călăul principal) și devine din ce în ce mai înnebunit de noua sa putere. Pe parcursul șederii lor, Freytag îl suspectează pe Herold că nu este cine spune și își dă seama că uniforma căpitanului nu îi aparține după ce a văzut un croitor scurtând picioarele pantalonilor. În cele din urmă, tabăra este distrusă de un raid aerian aliat, iar Kampfgruppe Herold se mută într-un oraș din zonă. În timp ce se afla acolo, grupul se distrează copios pe baza populației locale și stabilește o comandă improvizată într-un hotel sub numele de Sonderkommando und Schnellgericht [curtea sumară] Herold. Sub această comandă, Herold ordonă executarea lui Kipinski. După o noapte de desfrânare, grupul din hotel este asaltat de poliția militară și Herold este arestat. În instanță, Herold susține că a acționat doar în apărarea poporului german și fuge printr-o fereastră înainte de a fi trimis înapoi pe front. În scena finală, Herold este văzut plimbându-se printr-o pădure plină de resturi scheletice, iar publicul este informat că după război, el și mai mulți dintre complicii săi au fost prinşi, condamnați la moarte și executați de forțele aliate.
În timpul genericului de final apar scene cu Herold și grupul său care circulă pe străzile orașului modern Görlitz  într-un Mercedes-Benz G3, oprindu-se în cele din urmă pentru a acosta și hărțui trecătorii.

## Distribuție
- Max Hubacher⁠(d) - Willi Herold
- Milan Peschel⁠(d) - Reinhard Freytag
- Frederick Lau⁠(d) - Kipinski
- Bernd Hölscher - Karl Schütte
- Waldemar Kobus⁠(d) - Hansen
- Alexander Fehling⁠(d) - Junker
- Samuel Finzi⁠(d) - Roger

## Recepție critică
Pe agregatorul de recenzii Rotten Tomatoes filmul are un rating de aprobare de 85% pe baza a 52 de recenzii, cu un rating mediu de 7,57 din 10. Consensul critic al web-site-ului spune: „Căpitanul are câteva puncte îngrijorător de convingătoare despre partea întunecată a naturii umane - și subliniază cât de puțin se schimbă cu adevărat anumite tendințe.”